# Hautvillers-Ouville
Hautvillers-Ouville là một xã ở tỉnh Somme, vùng Hauts-de-France, Pháp.

## Địa lý
Thị trấn này tọa lạc on the N1, khoảng 5 dặm Anh về phía bắc của Abbeville.

## Dân số
| 1962                                                           | 1968 | 1975 | 1982 | 1990 | 1999 |
| -------------------------------------------------------------- | ---- | ---- | ---- | ---- | ---- |
| 300                                                            | 346  | 383  | 396  | 401  | 378  |
| Số liệu điều tra dân số từ năm 1962, dân số không tính hai lần |      |      |      |      |      |